# Hotmart
Hotmart é uma plataforma digital fundada em 2011 pelos brasileiros João Pedro Resende e Mateus Bicalho. O modelo de negócios da Hotmart é baseado na venda e distribuição de produtos digitais, operando como uma rede de afiliados. Com uma base de usuários que ultrapassou 26 milhões em 2021, a plataforma oferece uma variedade de conteúdos digitais, incluindo audiolivros, cursos online, podcasts e livros eletrônicos.

## História
A ideia de criar uma plataforma digital surgiu em 2007, quando João Pedro Resende, um dos sócios fundadores, escreveu um ebook e procurou a melhor alternativa para popularizá-lo. Resende associou-se a Mateus Bicalho e juntos criaram a plataforma. Em 2010, conseguiram um impulso econômico ao vencerem um concurso de startups. Inicialmente operando no território brasileiro, a Hotmart conseguiu expandir-se ao longo do tempo para outros países, como Amesterdã, Colômbia, Espanha, México, Holanda, Estados Unidos, França e Reino Unido. Em 2021, a plataforma contava com mais de 26 milhões de usuários ao redor do mundo. Em 2020, a Hotmart adquiriu a empresa Teachable.

## Modelo de Negócios

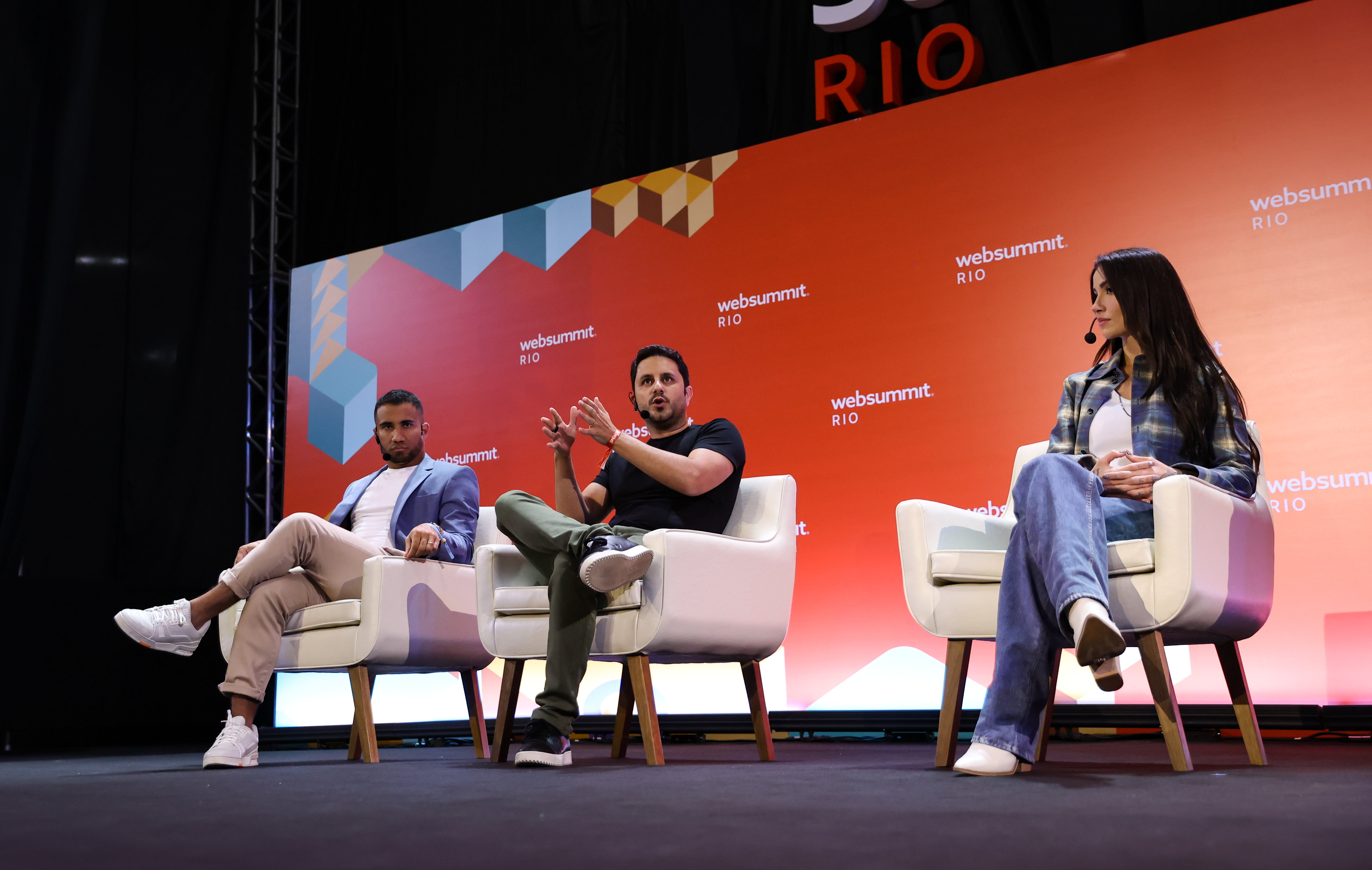
João Pedro Resende discursando no Web Summit Rio, em 2023

De acordo com Resende, a Hotmart é "uma plataforma que oferece oportunidades tanto para ganhar dinheiro extra quanto para quem quer começar a empreender na Internet". Seu modelo de negócios é baseado na distribuição e venda de produtos digitais, como audiolivros, cursos online, podcasts e livros eletrônicos, entre outros. Para esse propósito, a plataforma possui quatro tipos de clientes: produtor, coprodutor, afiliado e comprador.
Seu modelo de negócios permite que jovens [maiores de 18 anos] iniciem seus próprios negócios sem ter que investir um dólar sequer. Isso é possível começando até mesmo como afiliado, a forma que exige menos requisitos para começar.
A plataforma possui diferentes tipos de reconhecimento. Na tabela a seguir, estão listados de acordo com o faturamento em vendas, tanto em dólares americanos quanto em reais brasileiros (aproximadamente).
| Reconhecimento       | Faturamento (USD) | Faturamento (R$) |
| -------------------- | ----------------- | ---------------- |
| Hotmart Black        | 200.000           | 1.000.000        |
| Hotmart Black Moon   | 1.000.000         | 5.000.000        |
| Hotmart Black Venus  | 2.000.000         | 10.000.000       |
| Hotmart Black Sun    | 5.000.000         | 25.000.000       |
| Hotmart Black Sirius | 20.000.000        | 100.000.000      |
| Hotmart Cosmos I     | 50.000.000        | 250.000.000      |

Com o objetivo de fortalecer sua presença na América Latina, a empresa realiza regularmente eventos presenciais chamados "Hotmart Start", nos quais são realizadas atividades de formação voltadas para o crescimento do comércio eletrônico. Esses eventos ocorreram no Brasil, Colômbia, Espanha e México, e contaram com a presença de personalidades relacionadas a essa atividade econômica, como Erico Rocha, Cris Urzua, Johannes Waldow e os próprios fundadores da Hotmart.